# Entex Select-A-Game
Entex Select-A-Game lub skrótowo Select-A-Game – przenośna konsola gier wideo wydana w 1981 roku przez firmę Entex Industries. Jedna z pierwszych konsol przenośnych wykorzystujących wymienne kartridże jako nośnik gier.

## Dane techniczne
Entex Select-A-Game składa się z wyświetlacza fluorescencyjnego i dwóch kontrolerów przymocowanych do konsoli, oba kontrolery posiadają po cztery przyciski kierunkowe i trzy przyciski akcji. Każdy kartridż z grą posiada mikroprocesor z zaprogramowanym kodem gry. Ekran ma rozdzielczość 7x16 i wyświetla kolory czerwony i niebieski, każda z gier posiada specjalną nakładkę na ekran. Konsola może być zasilana czterema bateriami C lub zasilaczem A/C.
Konsola była zaprojektowana dla jednoczesnej rozgrywki dwóch graczy.

## Gry
- Space Invaders 2
- Basketball 3
- Football 4
- Pinball
- Baseball 4
- Pac-Man 2
- Battleship (anulowana)
- Turtles (anulowana)

W celu uniknięcia problemów z licencją do tytułów gier celowo zostały dodawane numery